# Germaine Kamayirese
Germaine Kamayirese é uma engenheira e política em Ruanda, que serviu como Ministra de Gestão de Emergências e Assuntos de Refugiados no governo de Ruanda, a partir de 18 de outubro de 2018.
Antes disso, de 24 de julho de 2014 a 18 de outubro de 2018, ela trabalhou como Ministra de Estado da Infraestrutura, responsável pela energia, água e saneamento.

## Juventude e educação
Ela nasceu no distrito de Nyarugenge em 5 de agosto de 1981. De 2000 a 2005, estudou no Instituto Kigali de Ciência e Tecnologia (KIST), que hoje é o Colégio de Ciência e Tecnologia (Ruanda), um colégio constituinte da Universidade de Ruanda. Ela é bacharel em Engenharia Eletro-Mecânica, premiada pela KIST em 2005. Ela também possui um Mestrado em Gestão de Comunicações, concedido em 2010 em conjunto pela KIST e Coventry University, no Reino Unido.

## Carreira
De 2008 a 2011, Germaine Kamayirese trabalhou como especialista em rede na "Agência Reguladora de Utilidades de Ruanda" (RURA). De 2012 a 2014, ela trabalhou como especialista em rede em "Tigo-Ruanda". De 2010 a 2011, Kamayirese trabalhou como consultora no "Institute of Engineering Architecture Rwanda". Em setembro de 2017, ela era membro da "Rwanda Women Engineers Association" (RWEA).
Na qualidade de Ministra de Estado responsável pela energia, água e saneamento no Ministério da Infra-estrutura, ela era responsável pela execução da estratégia nacional e pela política de produção, transmissão, distribuição e comercialização de energia no Ruanda e com entidades estrangeiras de energia. Ela também foi responsável pela prestação de serviços sustentáveis de abastecimento de água e saneamento confiáveis e seguros em todo o Ruanda.
Numa reforma ministerial em 18 de outubro de 2018, Kamayirese foi nomeada como a nova Ministra de Gestão de Emergências e Assuntos de Refugiados.

## Família
Germaine Kamayirese é mãe de três filhos.

## Outras considerações
Em dezembro de 2014, a revista Forbes nomeou-a entre "As 20 mulheres de Poder mais jovens na África 2014".